# Georg Müller (General)
Georg Müller (* 1767 in Buxtehude; † 21. November 1847 in Celle) war hannoverscher Offizier, zuletzt Kommandant von Celle.

## Leben
1781 trat er als Fähnrich des 15. Infanterie-Regiments in die kurhannoversche Armee ein. Er kam mit diesem Regiment anschließend in Britisch-Indien zum Einsatz kam. Am 28. Mai 1787 wechselte er als Leutnant zum 3. Infanterie-Regiment und wurde dort am 23. Mai 1801 Kapitän. Nach dem Einmarsch der Franzosen und der Konvention von Artlenburg im Jahr 1803, ging er zur King’s German Legion, wo er am 5. Mai 1804 Kapitän des 2. Linien-Bataillons wurde. Er nahm an den Feldzügen auf der Iberischen Halbinsel teil, wo er sich im Juli 1809 in der Schlacht bei Talavera besonders auszeichnete, am 5. Mai 1811 in der Schlacht bei Fuentes de Oñoro schwer verwundet und am 18. Februar 1813 zum Major befördert wurde. Er wurde , nahm  am Sommerfeldzug von 1815 teil und wurde am 18. Juni 1815, am Tag der Schlacht bei Waterloo, zum Oberstleutnant befördert. Nach der Übernahme der Legion in die königlich-hannoversche Armee wurde er am 1. März 1816 in das 8. Infanterie-Regiment versetzt, am 1. April 1820 kam er in das 1. Infanterie-Regiment, wo er am 20. Dezember 1828 zum Oberst befördert wurde. Am 19. März 1831 schied er aus dem aktiven Armeedienst aus und wurde zum Kommandanten von Celle ernannt. Er wurde noch am 22. Juli 1834 zum Generalmajor und 1844 zum Generalleutnant befördert und starb dann 1847 in Celle.

## Orden und Ehrenzeichen
- 1809 Army Gold Medal (Talavera)
- 1815 Companion des Bathordens
- 1815 Waterloo-Medaille
- 1815 Ritter des Guelphen-Ordens
- 1832 Kommandeur des Guelphen-Ordens
- 1845 Großkreuz des Guelphen-Ordens